# Chalcochiton merlei
Chalcochiton merlei är en tvåvingeart som beskrevs av Zaitzev 2006. Chalcochiton merlei ingår i släktet Chalcochiton och familjen svävflugor.
Artens utbredningsområde är Marocko. Inga underarter finns listade i Catalogue of Life.